# Mường Típ
Mường Típ là một xã thuộc tỉnh Nghệ An, Việt Nam. Xã được hình thành trên cơ sở sáp nhập xã Mường Ải và xã Mường Típ của huyện Kỳ Sơn trong đợt Sáp nhập tỉnh thành Việt Nam 2025.

## Địa lý
Xã Mường Típ có vị trí địa lý:
- Phía Đông giáp xã Mường Xén và xã Na Ngoi;
- Phía Nam giáp nước CHDCND Lào;
- Phía Tây giáp nước CHDCND Lào;
- Phía Bắc giáp nước CHDCND Lào.

Xã Mường Típ có diện tích tự nhiên 217,66 km².

## Hành chính và tên gọi
Xã Mường Típ được thành lập theo Nghị quyết số 1678/NQ-UBTVQH15 của Ủy ban Thường vụ Quốc hội Việt Nam, ban hành ngày 16 tháng 6 năm 2025. Theo đó, sắp xếp toàn bộ diện tích tự nhiên, quy mô dân số của xã Mường Ải và xã Mường Típ thuộc huyện Kỳ Sơn trước đây thành một xã mới có tên gọi là xã Mường Típ.
Sau sắp xếp xã có diện tích tự nhiên: 217,66 km², quy mô dân số: 6.412 người.